# سوفونيسبا بريكنريدج
سوفونيسبا بريستون بريكنريدج (بالإنجليزية: Sophonisba Breckinridge)‏ (ولدت في 1 أبريل عام 1866 وتوفيت في 30 يوليو عام 1948) هي ناشطة أمريكية ومُصلحة اجتماعية خلال الحقبة التقدمية وعالمة اجتماعية ومبتكرة ومُجددة للتعليم العالي. كانت أول امرأة تحوز درجة دكتوراه فلسفة في العلوم السياسية والاقتصاد ودرجة الدكتوراه في القانون من جامعة شيكاغو، وكانت أول امرأة تجتاز اختبار قبول هيئة محامي ولاية كنتاكي.
أرسلها الرئيس الأمريكي فرانكلين روزفلت عام 1933 مندوبة لمؤتمر بان أميريكان في الأوروغواي، لتكون المرأة الأولى التي تمثل حكومة الولايات المتحدة ضمن مؤتمر دولي. قادت عملية إحداث قواعد التدريب المهني الأكاديمي والتحصيل العلمي للعمل الاجتماعي.

## خلفية
ولدت سوفونيسبا «نيسبا» بريستون بريكنريدج في ليكسينغتون بولاية كنتاكي وكانت من بين النخبة البارزة اجتماعيًا والناشطة سياسيًا، عائلة ديشا وعائلة بريكنريدج. كان الطفلة الثانية من بين سبعة أشقاء لأمها إيسا ديشا بريكنريدج، الزوجة الثانية لوليام كامبل بريستون بريكنريدج، عضو كونغرس من كنتاكي ومحرر ومحامٍ.
كان جدها من أبيها الوزير المناهض للعبودية روبرت جيفرسون بريكنريدج، وكان جدها من أمها الجنرال جوزيف ديشا، ممثل في مجلس النواب الأمريكي والحاكم التاسع لولاية كنتاكي. كان جد جدها جون بريكنريدج، النائب العام للولايات المتحدة. كان ابن عمها جون بريكنريدج نائبًا للرئيس الأمريكي خلال فترة رئاسة جيمس بيوكانان الابن، الذي نافس أبراهام لينكولن في الانتخابات الرئاسية لعام 1860. في عمر الرابعة عشرة، التحقت بالكلية الزراعية والميكانيكية (سُميت لاحقًا بجامعة كنتاكي) عندما فتحت أبوابها للنساء عام 1880. لم يسُمح لها حينها بالحصول على شهادة دراسية، إلا أنها درست هناك أربع سنوات.

## النشأة والتعليم
تخرجت بريكنريدج من كلية ويليسلي عام 1888 وعملت عامين معلمة رياضيات ضمن مدرسة ثانوية في واشنطن العاصمة. سافرت إلى أوروبا مدة عامين، ثم عادت إلى ليكسينغتون عام 1892 عندما توفيت والدتها فجأة. درست النظام القانوني في مكتب أبيها للمحاماة، وأصبحت في عام 1895 أول امرأة يُعترف بها في هيئة محامي ولاية كنتاكي.
نظرًا إلى قلة عدد العملاء لدى بريكنريدج الذين أرادوا توظيف امرأة، انتقلت إلى كنتاكي وعملت سكرتيرة لدى ماريون تالبوت، عميدة النساء في جامعة شيكاغو. التحقت بالجامعة بصفتها طالبة خريجة وحصلت على درجة الماجستير عام 1897، ودكتوراه في العلوم السياسية والاقتصاد عام 1901 من جامعة شيكاغو. تمحورت أطروحتها للماجستير حول «إقامة العدل في كنتاكي»، بينما كان عنوان أطروحة الدكتوراه في العلوم السياسية عام 1903 بعنوان «مناقصة قانونية: دراسة في التاريخ النقدي الإنجليزي والأمريكي». في الوقت ذاته، عُينت سكرتيرة عام 1902 لدى عميدة النساء في الجامعة، ووُظفت العام القادم مرشدة. في عام 1904، كانت المرأة الأولى التي تخرجت من مدرسة الحقوق التابعة لجامعة شيكاغو. كتبت في سيرتها الذاتية «لم يكن سجلي متميّزًا»، «إلا أن الكلية والطلاب كانوا لطفاء، بالإضافة إلى حقيقة استقبال مدرسة الحقوق، مثلها مثل بقية الجامعات، الرجال والنساء ضمن صفوفها على قدم المساواة علنًا». كانت المرأة الأولى التي التحقت بالمجتمع الفخري لخريجي الحقوق في الولايات المتحدة أيضًا. أعلنت كاتبة في مدينة باريس بولاية كنتاكي عن إنجازات بريكنريدج وقالت عنها بحماس إنها «تُعتبر واحدة من ألمع النساء في الجنوب».

## حياتها الشخصية
عند قدومها إلى جامعة شيكاغو عام 1895، شكلت بريكنريدج علاقة وثيقة مع عميدة النساء في الجامعة، ماريون تالبوت. على الرغم من من علاقتها الوثيقة بتالبوت خلال حياتها، كانت علاقتها الأقوى مع إديث أبوت. عملت كل من بريكنريدج وأبوت سويًا عن قرب في كلية إدارة الخدمة الاجتماعية. عززت الفتاتان سياسة الرعاية الاجتماعية.

## الكساد الكبير والصفقة الجديدة
لعبت كل من كل من بريكنريدج وأبوت دورًا هامًا في تصميم عدد من برامج الصفقة الجديدة وتنفيذها والترويج لها، بما فيها قانون الضمان الاجتماعي لعام 1935، ما مهّد الطريق لدولة تتمتع بالرفاه الاجتماعي. كانت داعية مدى الحياة لتشريع الحد الأعلى لساعات العمل والحد الأدنى للأجور، ساعدت بريكنريدج في تعزيز قانون معايير العمل العادل لعام 1938.

## روابط خارجية
- سوفونيسبا بريكنريدج على موقع الموسوعة البريطانية (الإنجليزية)
- سوفونيسبا بريكنريدج على موقع إن إن دي بي (الإنجليزية)